# Conrad III de Laichling
Conrad III de Laichling (mort le 23 avril 1204) est le vingt-cinquième évêque de Ratisbonne de 1186 à 1204. Il succède à Gottfried de Spitzenberg devenu évêque de Wurtzbourg.
En 1189, Conrad III part pour la troisième croisade et revient en 1191. En 1197, il prend part à la croisade d'Henri VI, mais la mort de l'empereur provoque son retour et il soutient Philippe de Souabe comme candidat au trône. Lorsque le duc Louis étend ses territoires, et notamment en raison de la mort du landgrave Otton VI de Stefling, burgrave de Ratisbonne, un conflit éclate avec l'évêque Conrad III, ce qui provoque la dévastation de son évêché et de ses biens ecclésiastiques.
Conrad IV de Frontenhausen lui succède.

## Source de la traduction
- (de) Cet article est partiellement ou en totalité issu de l’article de Wikipédia en allemand intitulé « Konrad III. von Laichling » (voir la liste des auteurs).